# Xavier Antich i Valero
Pour les articles homonymes, voir Antich et Valero (homonymie).
Xavier Antich i Valero, né à La Seu d'Urgell en 1962, est un philosophe et écrivain catalan.

## Famille
Il est le frère du philosophe José Antich Valero.

## Biographie
Xavier Antich i Valero est philosophe et professeur de l'Université de Gérone.
Il est le président de la Fondation Tàpies, à Barcelone, de 2011 à 2022.
Il est président d'Òmnium Cultural à partir de l'année 2022.